# ديمون بروكس
ديمون بروكس (بالإنجليزية: De'Mon Brooks)‏ مواليد 28 مايو 1992 في تشارلوت، هو لاعب كرة سلة أمريكي. بدأ مسيرته الاحترافية في سنة 2014. يلعب مع ميدي بايرويت في الدوري الألماني لكرة السلة. يحمل الرقم 24. يبلغ طوله 6 قدم 7 بوصة (2.0 م).

## روابط خارجية
- ديمون بروكس على موقع دوري كرة السلة الياباني للمحترفين (اليابانية)
- ديمون بروكس على موقع الدوري التايواني الممتاز لكرة السلة (الصينية)
- ديمون بروكس على موقع كرة السلة الأوروبية.كوم (الإنجليزية)
- ديمون بروكس على موقع كلية كرة السلة في سبورتس رفرنس.كوم (الإنجليزية)
- ديمون بروكس على موقع ريلجم (الإنجليزية)
- ديمون بروكس على موقع بروبوليرز (الإنجليزية)